# العدنة (الشعر)

تعديل مصدري - تعديل

العدنة محلة تابعة لقرية ذى ناصر، التابعة لعزلة بيت الصائدي بمديرية الشعر إحدى مديريات محافظة إب في الجمهورية اليمنية.، بلغ تعداد سكانها 98 حسب تعداد اليمن لعام 2004.